# 丁炳
丁炳，字中耿，福建泉州府晋江县（今福建省泉州市）人，明朝书法家。
丁炳是回族人，喜欢作诗，善写楷书，他的字方正端重，被当时的人们所称道赞赏。